# ماکون (تنسی)
ماکون (به انگلیسی: Macon) یک منطقهٔ مسکونی در ایالات متحده آمریکا است که در شهرستان فایت، تنسی واقع شده‌است. ماکون ۱۲۳٫۱۴ متر بالاتر از سطح دریا واقع شده‌است.